# 1037 Davidweilla
1037 Davidweilla è un asteroide della fascia principale. Scoperto nel 1924, presenta un'orbita caratterizzata da un semiasse maggiore pari a 2,2543807 UA e da un'eccentricità di 0,1917143, inclinata di 5,90187° rispetto all'eclittica.
Il suo nome è in onore di David Weill, benefattore della Sorbona.